# 8 (numero)

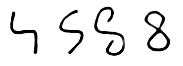
L'evoluzione del numero otto dagli Indiani agli Europei

Otto è il numero naturale dopo il 7 e prima del 9.

## Proprietà matematiche
- È un numero pari.
- È un numero composto e ha i seguenti quattro divisori: 1, 2, 4, 8. Poiché la somma dei divisori (escluso il numero stesso) è 7 < 8 è un numero difettivo.
- È il cubo di 2.
- È il sesto numero della successione di Fibonacci, dopo il 5 e prima del 13.
- È la somma dei numeri primi gemelli 3, 5.
- È il primo numero ottagonale.
- È un numero ettagonale centrato.
- È un numero di Ulam.
- È un numero idoneo.
- È un numero potente.
- Un numero è divisibile per 8 se e solo se il numero formato dalle sue ultime tre cifre lo è.
- È un numero rifattorizzabile, essendo divisibile per il numero dei suoi divisori.
- È un numero altamente totiente ed altamente cototiente.
- È il quarto termine della successione di Mian-Chowla.
- Qualunque numero dispari maggiore o uguale a 3, elevato al quadrato, cui successivamente è sottratto 1 è divisibile per 8 (esempio: 7²=49 49-1 =48 divisibile per 8).
- È la somma di due quadrati, 8 = 22 + 22.
- È la somma delle cifre del suo cubo: 83 = 512, 5 + 1 + 2 = 8.
- È il primo numero binario a 4 cifre: 1000.
- È parte delle terne pitagoriche (6, 8, 10), (8, 15, 17).
- È un numero a cifra ripetuta nel sistema di numerazione posizionale a base 3 (22) e in quello a base 7 (11).
- È un numero pratico.
- È un numero odioso.
- È un numero di Leyland.

## Chimica
- È il numero atomico dell'ossigeno (O).

## Fisica
- È un numero magico nella fisica nucleare.

## Astronomia
- 8P/Tuttle è una cometa periodica del sistema solare
- 8 Flora è il nome di un asteroide battezzato così in onore di Flora, la dea latina dei fiori e dei giardini.
- L'oggetto numero 8 del Catalogo di Messier è una nebulosa diffusa (Nebulosa Laguna, nota anche come M8) visibile nella costellazione del Sagittario.
- I pianeti principali del Sistema Solare sono 8: Mercurio, Venere, Terra, Marte, Giove, Saturno, Urano e Nettuno.
- NGC 8 è una stella binaria (stella doppia) della costellazione di Pegaso.

## Astronautica
- Cosmos 8 è un satellite artificiale russo.

## Musica
- La scala ottotonica è composta da otto note.

## Simbologia

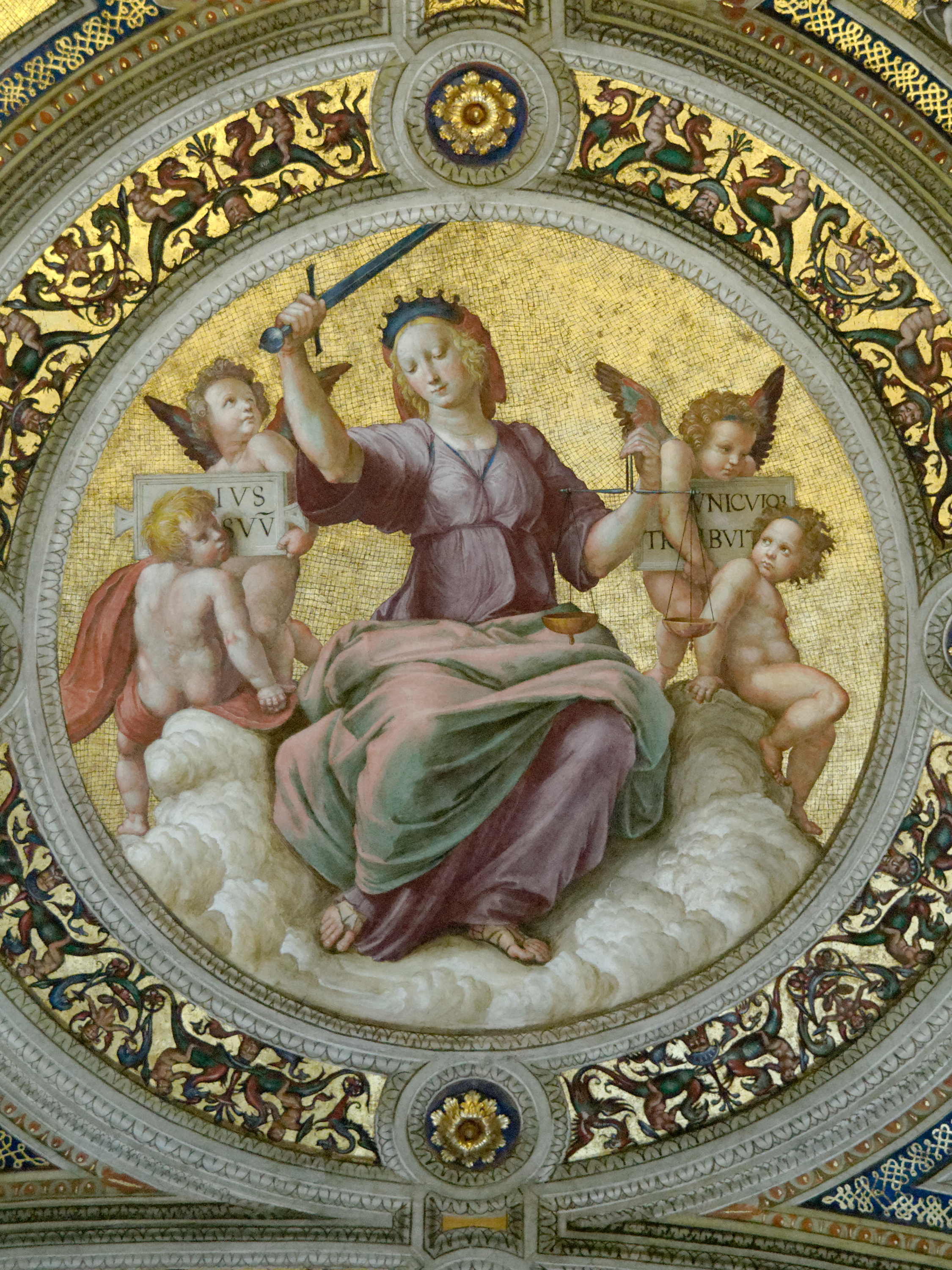
La Giustizia (Raffaello, Stanza della Segnatura)

### Numerologia
Il numero otto è fra i simboli più antichi: questo è il numero della rosa dei venti, ma anche della Torre dei Venti ateniese e, ancora, dei petali del loto e perciò, nella terminologia buddista, dei sentieri della Via.
- L'otto è universalmente considerato il numero dell'equilibrio cosmico: la forma ottagonale è quella di templi buddisti imperniati su colui che fa girare la ruota del centro stesso dell'universo.
- In Giappone il numero otto è considerato sacro dai tempi più remoti: esso rappresenta la quantità innumerevole, immensa quantunque non indefinibile. Con il numero otto si indicava il Giappone stesso, poiché costituito da un'innumerevole quantità di isole.
- Nei Tarocchi la carta numero 8 rappresenta la Giustizia, secondo un'analogia di derivazione pitagorica che ne faceva un simbolo di uguaglianza ed equità, trattandosi di un numero che può essere suddiviso in due cifre pari e uguali (4 + 4) ulteriormente suddivisibili in parti perfettamente equivalenti (2 + 2 + 2 + 2).[1]
- In geometria l’8 è rappresentato dall'ottagono o dalla stella a otto punte. La stella a otto punte (simbolo della forma attiva) è contenuta simbolicamente in un esagono (simbolo della forma passiva); stella a otto punte ed esagono costituiscono i due principi positivo e negativo, o maschile e femminile.[senza fonte]
- Otto sono le note musicali della scala araba.

### Religione
- Nella simbologia cristiana l'ottavo giorno rappresenta la trasfigurazione e il Nuovo Testamento. Dopo i sei giorni della creazione e dopo il settimo, il sabato, l'ottavo annuncia l'eternità, la resurrezione di Cristo e quella dell'uomo.
- Le otto forze della natura sono risultato dell'interazione cosmica di Yin e Yang. Insieme esse formano gli otto trigrammi del bagua (o pakua) e combinate danno origine ai sessantaquattro esagrammi dell'I Ching.
- Nelle antiche religioni pagane l'otto (posto in posizione orizzontale) è il simbolo dell'Infinito.

### Mitologia
- Otto è il numero degli immortali della mitologia cinese.

### Architettura

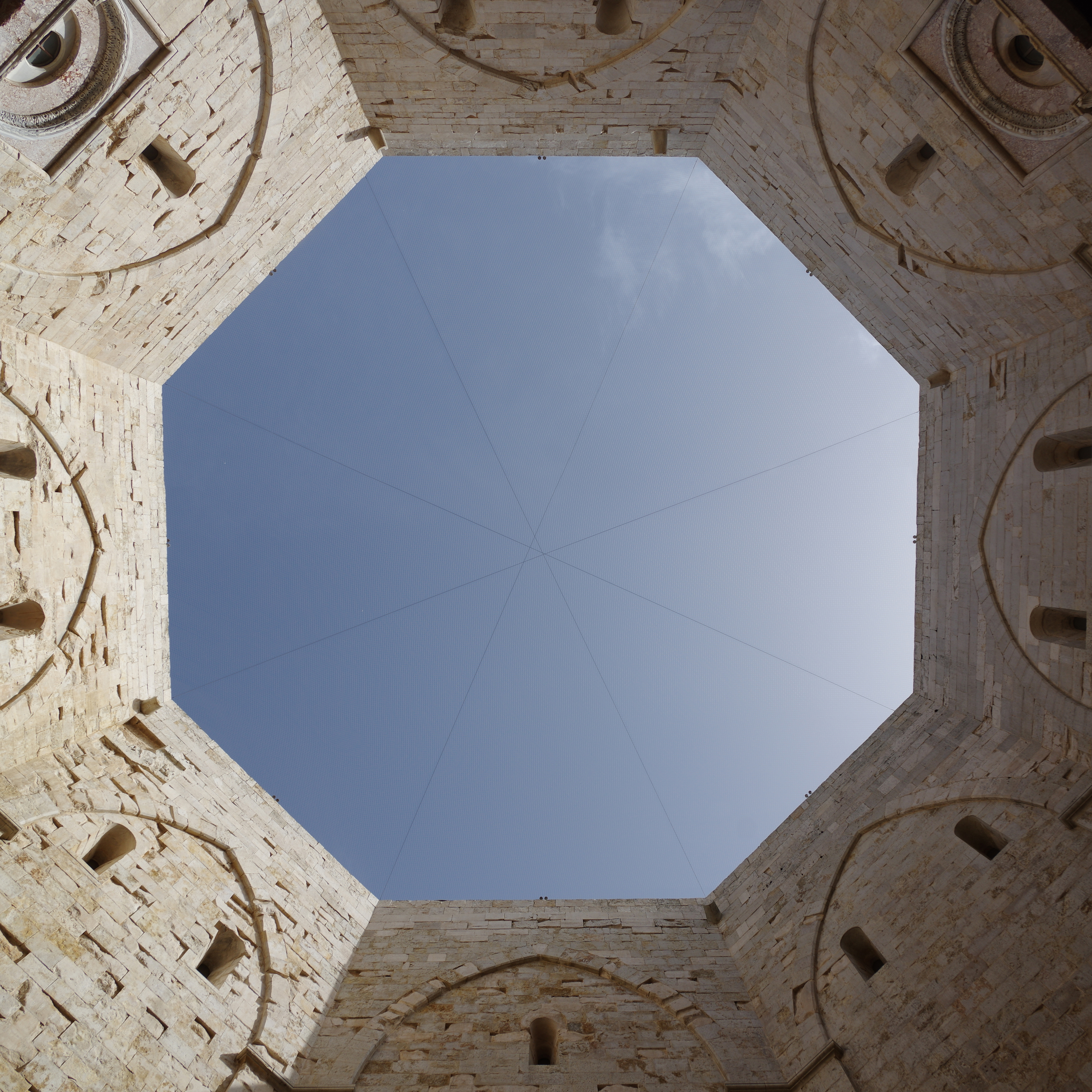
Veduta di Castel del Monte dal centro della corte interna ottagonale

- Le cupole delle chiese e degli edifici antichi e medievali sono per la maggior parte a forma ottagonale, a rammentare la volta celeste: l'ottagono infatti, in quanto affine al cerchio, richiama l'idea di eternità; l'otto era inoltre considerato numero sacro, simbolo di resurrezione oltre che attributo di Maria. Tra i maggiori cultori dell'otto vi furono Plutarco, Sant'Ambrogio, S. Agostino d'Ippona.[2][3]
- È ricorrente ad esempio negli elementi architettonici del Castel del Monte, situato nel territorio di Andria.

### Smorfia
- Nella smorfia il numero 8 è la Madonna.

### Giochi
- Negli scacchi la scacchiera ha otto righe e otto colonne.

### Sport
- Nella numerazione classica del calcio a 11 l'8 è il numero di maglia della mezzala destra o del centrocampista centrale.
- Nel canottaggio l'otto è un equipaggio che partecipa a tutte le principali competizioni, inclusi i Giochi olimpici.
- Nel rugby a 15 la maglia numero 8 è indossata dal Terza linea centro.

## Televisione
- È uno dei numeri della sequenza numerica dell'equazione di Valenzetti, che gioca un ruolo molto importante nella fiction televisiva Lost.

## Fumetti
- 8 Man è un manga scritto da Kazumasa Hirai con disegni di Jiro Kuwata.

## Termini derivati
- Ottagono
- Ottano
- Ottante
- Ottavio
- Ottetto
- Ottobre
- Ottonario
- Ottone (Italia)
- Ottopode
- Ottovolante
- Ogdoade